# 進撃!巨人中学校
『進撃！巨人中学校』（しんげき きょじんちゅうがっこう、Attack on Titan: Junior High、Attack! Titan Junior High）は、中川沙樹による日本の漫画作品。『別冊少年マガジン』（講談社）にて2012年5月号から2016年8月号まで連載され、2018年には続編となる『進撃！巨人高校』（Attack! Titan High School）が連載された。

## 概要
諫山創による漫画『進撃の巨人』の公式パロディギャグ漫画で、「もし『進撃の巨人』の登場人物（巨人含む）が同じ中学校に通っていたら」という展開を描く。当然ながら本編とはパラレルワールドの関係にあり、ストーリーも無関係。人間と巨人が通う「進撃中学校」の制服は男子は学ラン、女子はブレザー。巨人は原作と同様に裸であるが、体操着やブルマを着用することもある。原作では作中の時間軸以前に死去したことになっているキャラクターも登場している。
このマンガの発案者は『別マガ』前班長の朴であるが、そのコンセプトは弐瓶勉が『月刊アフタヌーン』（講談社）にて連載していた青年漫画『BLAME!』のスピンオフ作品「ブラム学園！」であるという。
『週刊少年マガジン』2013年35号にも読み切りが掲載されている。2018年7月号から「進撃！巨人高校～青春！となりのマーレ学園～」の名で3号限定の短期集中連載が開始した。原作での「マーレ編」にちなみ、進撃中学校を卒業したエレンたちは進撃高校に、ライナー、ベルトルト、アニの3人は「マーレ学園」に進学したという設定になっている。

## 登場人物

### 1年4組
エレン・イェーガー
声 - 梶裕貴
本作の主人公。非常に空気の読めない性格の少年で、アホ毛が一本生えている。シガンシナ小学校出身。好きな弁当のおかずはチーズハンバーグ（通称「チーハン」）。過去に超大型巨人にチーズハンバーグの入った弁当を奪われて以来、巨人を激しく憎んでおり、原作同様に「巨人を一匹残らず駆逐する」ことを目標としている。進撃中学校の入学式にてそれをカミングアウトしたため、学校中で「チーハン野郎」というあだ名が定着してしまっている。コニーほどではないがバカであり、巨人用の消しゴムハンコを作ろうとして名前を反対に彫っていた。しかし学力はそれなりにある様子で、中間テストでは赤点はとっていない。「たたいてかぶってジャンケンポン」の一件でアニと和解して以来彼女に好意を抱かれるが、鈍感で気づいていない。フォークダンスをアニに誘われた際も断っている。強がりを言うが、幽霊等のお化けは苦手。
ミカサ・アッカーマン
声 - 石川由依
エレンに執着する少女だが、その理由は謎である。エレンやアルミン同様シガンシナ小学校出身。エレンがいないと体力と知力が元の30%にまで落ち込み、愁いに満ちたオーラを放つようになり、さらにそれはコニーを除くクラスメート全員に伝染する模様。また、エレンの存在を気で感じ取っているなど常人離れした能力を持つ。料理がナナバよりもうまく、エレンの弁当を作って彼に渡している。アニとはエレンを巡る恋敵であり、彼女とエレンの接触を極端に阻止しようとしている。
アルミンの部屋にエレン共々訪れた時には、その余りの暑さに朦朧としていたがそれでもエレンに指摘されても取ろうとしなかった位にマフラーを常用している。
射的の腕は超一流でアニ共引けを取らない。
アルミン・アルレルト
声 - 井上麻里奈
非常にナイーブな性格の少年。エレンやミカサ同様シガンシナ小学校出身。両親がいるかどうかは定かではないが、祖父と同居していることが確認されている。小学生時代、クラス対抗ドッジボール大会で女子が投げ損じたボールを顔面で受けてアウトになってしまい、「ゆるい球顔面アウト」というあだ名をつけられ、それが原因で肩身の狭い思いをする羽目になり、本編開始時点でも引き籠もっていた。ミカサの説得により学校に通うようになるが、北風が寒かったので家の中同様布団を被って登校している。後に頭部にのみ布団を被るスタイルに変化した。成績は優秀で、中間テストも満点に近い。暗闇が苦手で1人では歩けない。
アニメでは引きこもる原因が主に極度の寒がりである事に変更され、昔から布団を愛用し肌身離さずにいて、しかもその布団がないとすぐ風邪をひいてしまう。なお初登場時に部屋が我慢大会状態であったにも関らず寒がっていて、その直後に被っていた布団をリヴァイに強奪されたためしばらくはエレンの学生服を被っていた。リヴァイによって布団が補修されて、その後に帰って来てからは引き篭もりを止めて登校するようになる。
ジャン・キルシュタイン
声 - 谷山紀章
序盤では数少ない常識人だったが、話が進むにつれ自己中心的な性格が目立ってきた。好きな食べ物はカレーコロッケ。壁美化部所属。小学校時代はサッカー部に所属していた模様。エレンとの関係は原作よりもソフトなものとなっており、口論になることはあっても付き合いが途切れない辺りそれなりに仲はいい。原作とは異なり、ミカサに好意を抱いているという描写はあまりなく、寧ろエレンが女子と一緒にいるのが気に入らないという描写で描かれている。性格が非常に悪いため浮いた話は一つもなく、日に日に校舎内にカップルが増えることに愚痴をこぼしている。そのため一通だけラブレターをもらっただけで舞い上がっていて、その送り主が巨人だったときには現実逃避しかけた。先輩に対しても非常に反抗的で、壁美化部に所属しているものの、何度もサボっている。体育大会では先輩との上下関係に終止符を打ちたいがために、玉入れで立体機動装置を使うという卑怯っぷりを見せる。
原作で接点のないヒッチとの絡みが多く、心ない言動で彼女を怒らせてしまう場面が多い。
アニメでの性格は完全な自己陶酔型のプレイボーイ気質だが、他の人物にツッコミを入れる場面が多い。女子にモテる事を第一の前提で行動しているが何時も空回りしている。また、アニメでは好きな食べ物が「オムオム」となっている。エレン同様、強がるものの、お化けは苦手。
コニー・スプリンガー
声 - 下野紘
原作よりもバカな少年として描かれている。そのバカさは他の追随を許さない。底抜けに明るい性格。中間テストはオール0点だが、全く気にしていない。好きな食べ物はからあげ（冷凍のものを除く）。壁美化部所属。サシャと行動する場面がよくみられる。
サシャ・ブラウス
声 - 小林ゆう
異常なまでに食い意地の張った少女。そのため、ミカサからの評価は「食べ物のことしか考えてない子」。好きな食べ物は出し巻き卵。壁美化部所属。常によだれをたらしている。中間テストでは全教科赤点をとってしまうが、指導者によっては簡単に満点近くなるほどになり、学力には隠れた潜在能力がある。購買のあんぱんを食べたいがためにパン食い競争に参加するが、ハンジに邪魔され結局食べられないままである。
マルコ・ボット
声 - 逢坂良太
臆病な性格だが常識人の少年。ミカサからの評価は「不死鳥」。ジャンとよく行動している面が見られる。
登下校中にゴミ拾いをしたり、遅刻覚悟で困っている人を助けたり、家で毎日手伝いをするなどで、立候補していないのに生徒会長になっている。生徒会長になってからも、ジャン曰く「敏腕ビジネスマン」と大量の仕事を完璧にこなしている。物は借りたらすぐ返さないと気が済まない。
アニメ版ではジャンの応援人となり演説をしてジャンの評価を一時的に上げた事からイルゼに推薦され、立候補していないのにも関わらず圧倒的な支持を受けて当選した。アニメ第5話では教室内に掲示されている習字（おそらくテーマは「好きな食べ物」）で「うめぼし」と書いている。
フランツ・ケフカ、ハンナ・ディアマント
声 - 大隈健太（フランツ）、佐藤恵（ハンナ）
人目を気にしないカップルとして登場。そのためミカサからの評価は二人とも「リア充」。互い以外にはほとんど会話が通じていない。アニメ第5話では教室内に掲示されている習字でお互いの名前を書いている。また、教室内の彼ら二人の作品（習字、似顔絵）は隣同士に掲示されている。ハンナは美術部に所属している模様。
アニメ版では文化祭にてエレン率いるチーズハンバーガーの模擬店のスタッフとなっているが、売り子としてバニーガールのコスプレを催したアルミンに惚れたフランツが激怒したハンナに吹っ飛ばされた。
サムエル
声 - 高橋研二
ダズがチョコレートをもらったことを知り、トーマスと一緒に驚いていた。アニメ第3話ではエレンらと同じ4組Aチームとして登場。また、アニメ第5話では教室内に掲示されている習字で「キュウリ」と書いており、第6話にて教室内に掲示された似顔絵はナックに描いてもらっている。
以下の人物はアニメ第3話での球技大会でライナーらと同じチーム（4組Bチーム）になり、エレンらのチーム（4組Aチーム）と対戦する。
ミーナ・カロライナ
声 - 安済知佳
女子テニス部に所属している模様。アニメ第5話では教室内に掲示されている習字で「お豆腐」と書いており、第6話にて教室内に掲示された似顔絵はアニに描いてもらっている。
トーマス・ワグナー
声 - 須嵜成幸
ダズがチョコレートをもらったことに、サムエルと一緒に驚いていた。アニメ第3話では、エレンのチーハン好きを「この歳であんなにチーズハンバーグに執着って、流石にないよなぁ」と言ってナックと一緒に笑う（その後、アニにもずくを押し付けようとしている）。また、アニメ第5話では教室内に掲示されている習字で「餃子」と書いており、第6話にて教室内に掲示された似顔絵はミリウスに描いてもらっている。
ナック・ティアス
声 - 樋口智透
アニメ第3話にて、エレンのチーハン好きをトーマスと一緒に笑っていた。また、アニメ第5話では教室内に掲示されている習字で「カレー」と書いており、第6話にて教室内に掲示された似顔絵はサムエルに描いてもらっている。
ミリウス・ゼルムスキー
声 - 布施川一寛
アニメ第3話ではライナーやベルトルトと一緒にいる描写があった（アニが好きな食べ物を「もずく」と答えた場面にも登場）。アニメ第5話では教室内に掲示されている習字で「トムヤムクン」と書いており、第6話にて教室内に掲示された似顔絵はトーマスに描いてもらっている。
ダズ
バレンタインで義理チョコをゲットして胴上げされていた（小学校では一度ももらえなかったらしい）。アニメ版にて、教室内のシーンで登場する際は、机に突っ伏していることが多い。アニメ第5話では教室内に掲示されている習字で「塩辛」と書いており、第6話にて教室内に掲示された似顔絵は彼のものだけ自画像になっている。

### 1年3組
アニメではエレン達と同じ4組。
ライナー・ブラウン
声 - 細谷佳正
3組のリーダー格3人組の一人。好きな食べ物は骨付き肉。苦手な食べ物はもずく。原作と同じく主にベルトルトと2人で行動している。柔道部に入部し、先輩からはスジがいいと言われている。クリスタに好意を抱いていて、フォークダンスで一緒に踊ってくれることになって舞い上がっていたが、結局巨人とフォークダンスすることになってしまう。アニメではクリスタに近づこうとする度に執拗にユミルの妨害を受けるのがお約束。ある出来事からミケと敵対関係になり、体育大会で決着をつけようと試みるが、圧倒的な力の差で敗北に終わってしまう。
ベルトルト・フーバー
声 - 橋詰知久
3組のリーダー格3人組の一人。好きな食べ物はぎょうざ。苦手な食べ物はもずく。バレーボール部に所属。常識人だが気弱で主体性に欠ける性格なため非常に影が薄い。アニメでは相当無視されている他、原作で語られた芸術的な寝相の悪さが実際に描写されている。性格ゆえにお人好しになりやすく、エレンやサシャなどに遠征のおやつの購入権をせびられていた。「〜トル」や「〜トルト」という呼び名をされることが多い（例・チラトル、ませトルト）。
アニに好意を抱いていて、彼女をよくチラ見している。彼女本人には気が付かれていないが、ライナー達を始めとしたクラスメイト達には気付かれて噂になっていたらしい。生徒会の用具箱に入ってアニ達の会話を盗み聞きするといったストーカー紛いの行動もしている。作中でアニがエレンに好意を抱いていることに気付いた際は落胆していた。アニを庇うときは大抵頭が犠牲になる。エレンの自分勝手な行動に「男らしい」と評価したり、アニといい感じになってきたときに「型抜き」を一緒にやろうと誘ったり、他人と比べ少しずれた行動が多い。
アニ・レオンハート
声 - 嶋村侑
3組のリーダー格3人組の一人。好きな食べ物は、一番目はチーズハンバーグ、二番目はもずく。生徒会役員。エレンが進撃中学校の入学式で好きな食べ物がチーズハンバーグとカミングアウトしたために、クラスの自己紹介で好きな食べ物を言う流れの中で、チーズハンバーグと答えてバカにされることを恐れた結果、もずくと答える羽目になり、それ以来エレンを一方的に敵視している。原作とは異なり感情豊かで、喜怒哀楽がかなり多様に描かれている。
進撃中調査団の存続を掛けた勝負でエレンと和解、それ以来エレンには好意を抱き、積極的なアピールを試みている。
生徒会での自己紹介でヒッチのせいで好きな食べ物を言う羽目になった時、クリスタ等もずくが苦手なクラスメートにおかずを押し付けられた経験から、焦って食塩と答えてしまった。
アニメでは巨人と一緒に学ぶ塾に通っており、そこで友人になった巨人がジャンに恋したためラブレターを代筆。また、特殊な「叫び」で巨人を呼び寄せることができる。
射的の腕はミカサに勝るとも劣らない。また、昔からベルトルトから好意を寄せられている事にも気付いておらず、最近の事だと思っている。
クリスタ・レンズ / ヒストリア・レイス
声 - 三上枝織
3組のアイドル的存在の少女。かなり天然な性格。好きな食べ物はアイスクリームといちご。苦手な食べ物はもずく。吹奏楽部所属。体育大会ではチアガールをやっている。アニとは昼食を共にしたり、彼女がエレンに好意を抱いているのを知ってたりと仲が良く、おまけ漫画でアニに頼み事をしているのが多い。甘い物の食べ歩きが趣味でユミルに「ブタになる」と心配されている。
実は権力者ロッドの娘で、本名は「ヒストリア・レイス」。しかし父親にとっては「ハッスルしすぎてできちゃった子」、つまり愛人の子であるため、世間体が悪くなることを恐れた父親によって改名させられたのち絶縁された。幼い頃の出来事であったためか、親や姉妹のことは一切憶えていない。現在は「おじいちゃんとおばあちゃん」と暮らしていて、母親がどうなったかは不明。異母姉に教師のフリーダがいる。
ユミル
声 - 藤田咲
好きな食べ物はサバ味噌。苦手な食べ物はもずく。吹奏楽部所属。クリスタとは仲が良く、共に行動している場面が多く見られる。原作よりも寡黙な印象を受けるが、ベルトルトを脅して言うことを聞かせたり、その後にさり気なくフォローを入れたりするなど根本的な面は変わっていない。クリスタに好意を抱くライナーに嫉妬と警戒心を持っており、彼を「ゴリラ」と呼んでいるが、先述のベルトルトの件についてはライナーの意向を察知し意気投合している。クリスタの食べ歩きに付き合い、微妙に体重が増量した。
アニメではクリスタとは宝塚（ユミルが男役）状態で常日頃からクリスタと「～が終わったら結婚してくれ」と口にし、更に誰であろうとクリスタに近付く者に対して実力行使も辞さない。

### 壁美化部
原作での駐屯兵団に相当。エレン・ミカサ・アルミン・ジャン・コニー・サシャの6名が勝手に入部させられた部活。
リコ・ブレツェンスカ
声 - 鷄冠井美智子
壁美化部の先輩として登場した。2年生。部活には真剣に取り組み、誇りも持っている一方でエレンに壊れた立体機動装置を渡してしまったり、しょうもないダジャレを言って空気を寒くしてしまうなど、かなりのドジっ子。後輩には厳しい態度で接しているが、イアンに話しかけられただけで赤面するなどイアンに好意を抱いており、女の子らしい一面も持つ。
壁美化部の威厳を守ることに異様に執着しており、ジャンが玉入れの時に立体機動装置を使ったことには半ば精神崩壊するほど激怒していた。
文化祭のバンド大会では他の同級生たちとともに（巨人生徒たちに勝てないからという理由で）謎の儀式を始めていた。
イアン・ディートリッヒ
声 - 村上裕哉
リコ同様に壁美化部の先輩として登場した。ジャンを叱るリコを宥めるなど、おおらかな性格。リコに好意を抱かれているが、気付いていない模様。ジャンが玉入れの際に立体機動装置を使った時には唖然としていた。

### 調査団
非公式部活動。原作での調査兵団に相当。エレン達6名に加え、ライナー・ベルトルト・クリスタ・ユミルも所属。

#### 3年生
リヴァイ
声 - 神谷浩史
厳しい性格の先輩。原作同様潔癖症。成績優秀でアニメでは裁縫も得意。後輩に対しては威圧的で、ハリセンを常備している。ミカサに喧嘩を売られた際、体育大会で上下関係を決めるように提案したが、本人はそんなことは忘れていたようである。掃除に対しては非常に厳しく、騎馬戦では大将であるにもかかわらず掃除を行っている。学校の寮に住んでおり、隣人のハンジには度々たかられている。覆面バンド「NO NAME」のボーカルでもある。
ハンジ・ゾエ
声 - 朴璐美
常にハイテンションで明るい先輩。性別不明で、制服を着ることはなく、作業着（アニメではジャージ）を着用。原作同様巨人好きで、本人は否定しているが進撃中調査団に入った理由は「巨人を掻っ捌いて骨の髄まで知り尽くしたいという歪んだ愛情」であるという。新入生のエレンらに対しても懇切丁寧に説明するなど、かなり後輩思い。リヴァイにたかったり、パン食い競争の日には競技に全てを賭けるために前日から絶食するなど、サシャ以上に破天荒。生物部に所属している。学校の寮に住んでいる。覆面バンド「NO NAME」のベーシストでもある。
ミケ・ザカリアス
声 - 三宅健太
寡黙な性格の先輩。原作同様の嗅ぎ癖は健在で、ジャンの匂いを嗅いで鼻で笑っていた。アニメではベルトルトの匂いを嗅いで泣いている。しかし、クリスタが落下しそうになった際には受け止めるなど、かなり紳士的。体育大会で後輩に圧倒的な力の差を見せつける。ライナーを簡単に投げ飛ばしたり、巨人捕獲網を素手で引き裂くなど、かなりの怪力の持ち主。潔癖症の一種で自分の親が作った料理以外食べられない人間である。そのために料理部にいたが味見が出来ず、自分の作った料理を勧めてきたナナバと誤解から仲違いしてしまったが、ナナバの作ったおにぎりを勇気を出して食べたことでナナバやゲルガーと和解する。覆面バンド「NO NAME」のドラマーでもある。

#### 2年生
エルド・ジン
声 - 千葉進歩
映画研究部に所属している。なぜか異様にクワガタに詳しい。
オルオ・ボザド
声 - 川田紳司
男子テニス部に所属している。一日3回は舌を噛む。学業成績は非常に優秀でありテストでもほぼ満点だが、90点台であるにもかかわらず「成績が下がった」と言って自慢したがるなど、極度のナルシスト。その一方で深夜までテスト勉強するなど努力家の一面も合わせ持っている。去年の夏祭りでくじ引きだけで無一文になった。
ペトラ・ラル
声 - 相川奈都姫
吹奏楽部に所属している。中二病をこじらせて進撃中調査団を頑なに闇の組織と言い張る。原作より性格がキツめに描かれている（特にオルオに対して）。進撃中調査団の2年生4人組の中では一番成績が悪いが、出番は一番多い。フォークダンスの相手はオルオだった。スイーツ好きでかなりの大食いである。彼女の父も登場しており、深夜の昆虫採集では（ミケとリヴァイを除く）調査団の上級生を特に身にならない説教をし、サシャ達がバイトをしているコンビニで店長をしている。
グンタ・シュルツ
声 - 三戸耕三
水泳部に所属している。模様が栗のTシャツを愛用している。
モブリット・バーナー
声 - 西凜太朗
生物部に所属している。アニメでは原作と同じく苦労人。「先輩!○○すぎです!」が口癖。
原作では調査団や生物部にいる様子は確認されていないが、バンドバトルでは出場者代表に、バレンタインでは義理チョコを募集している。

### 生徒会
原作での憲兵団に相当。
マルロ・フロイデンベルク
声 - 杉田智和
生徒会役員。好きな食べ物はおにぎり。原作同様正義感が強く、学校の秩序を守るため奔走しているが空回り気味で、進撃中調査団の存続を掛けた戦いでサシャにストレート負けした。
ヒッチ・ドリス
声 - 渡辺明乃
生徒会役員。好きな食べ物はチーズケーキ。部活免除と内申が良くなるという理由から生徒会役員になった。それ故非常に狡猾な性格で口も悪いが、ジャンが巨人からラブレターをもらった際には、彼がショックを受けないように自分がラブレターの主だというように装うといった気遣いを見せた。また、アニがエレンにフォークダンスの相手を誘う際、事情を知らないにもかかわらず、マルロと共に話を合わせたりしていた。原作とは異なり、かなりヒステリックな面があり、進撃中調査団の存続を賭けた戦いでは、ジャンの何気ない一言で彼が引くほどの気性の荒さを見せる。勝負ではジャンの把握していなかった特別ルールを利用して勝っている。

### その他の進撃中生徒
ナナバ
料理部員。ミケと料理を通して友人となった。3年生。プロ並みの料理の腕を持っている。
ゲルガー
料理部員。2年生。酒を飲むと真の実力が発揮される。トーマ共々、素行不良が原因でキースからの制裁を食らったことがある。
イルゼ・ラングナー
声 - 國立幸
新聞部員。生徒会長に立候補したジャンと一緒に生徒会長選挙の対立候補であるフレーゲルについての調査を試みる。その後、自ら生徒会長に立候補し一度は当選したが、新聞部への予算全振りを宣言したため毎日暴動が起き、解任の上マルコが生徒会長に着任させられた。
アニメでは立候補しておらず、ジャンを推薦するマルコの演説に感銘を受け、自らはマルコを推薦し、彼を当選させた。
フレーゲル・リーブス
生徒会長選挙に立候補した生徒。進撃中の購買部の商品を卸しているリーブス商会の御曹司。好物はドーナツ。バレンタインで義理チョコを募集している姿も描かれている。
該当エピソードであるアニメ10話には登場せず、ジャンに加えてエレン、ライナー、オルオ、リコ等も生徒会長に立候補している。
キュクロ
番外編に登場する「Before the wall」の主人公。野性児のような雰囲気になっている。
シャルル・イノセンシオ、シャビィ・イノセンシオ
番外編に登場。キュクロがまともな生活を送れるよう世話を焼く。
カルディナ・バウマイスター
番外編に登場。シャルルの許嫁となっている点は「Before the wall」と同じ。

### 他校の生徒
イザベル・マグノリア、ファーラン・チャーチ
進撃二中の生徒二人で、リヴァイの旧友。

### 教師
デニス・アイブリンガー
生徒会会議の進行を担当している。好きな食べ物を食塩と答えたアニに「摂り過ぎに注意しろよ」と注意した。
キース・シャーディス
声 - 最上嗣生
アニメのみエレン達1年4組の担任を務めている。原作同様の鬼教官で、特にサシャには厳しい。
エルヴィンの1代前の学年主任で、主任を務めていた当時は髪を生やしていた。また、エルヴィンの話題になる度に、志望校へ行けなかった生徒・ブラウンの通知表を抱きしめる。
1年4組の担任
アニメ未登場。原作での座学の教官に相当する。
エルヴィン・スミス
声 - 小野大輔
学年主任を務めており、学校に内緒で調査団の顧問をしている。普段は巨人に対しても丁寧に接しているが、本当はエレンと同じ考えを持っている。複数の巨人を素手で叩きのめすほどの強さを持っている。
ジャン、サシャ、コニーらから教師として尊敬されていたが、エレンと同じ考えを持っていることが分かってから彼らに引かれている。その反面で反目されていたエレンから少しずつ信頼を得始めている。
ナイル・ドーク
声 - 勝杏里
権威を笠に着るタイプで原作よりも性格が悪く描写されている。典型的なサラリーマン教師である為、生徒からの人気は極めて低い。2年前の遠足でエルヴィンに彼が巨人を叩きのめした際、その責任を押し付けられた経験を持っている。その為、彼に対して強い敵愾心を持っている。
イルゼが執筆した新聞により、フリーダと浮気したという疑惑をかけられたこともある。
ディータ・ネス
声 - 坂口候一
体育教師でジャージを着用している。アニメでは射的の屋台の店主として登場。相棒のシャレットは原作の馬ではなくハムスターとなっているが、シャレットによく髪を毟られて頭部が禿げている点は原典アニメと同じ。
ハンネス
声 - 藤原啓治
壁美化部の顧問をしている。エレン達の近所に住んでいる為、彼らと顔見知りである。奥さんの看病で長期休暇を取っており、二学期初日に職場復帰した。
ナイルが浮気の疑惑をかけられた際、イルゼによる誤解を解くべく新聞記事を作成した（しかし、実際はからかっていた模様）。
ドット・ピクシス
ナイルが浮気の疑惑をかけられた際、イルゼとハンネスによる誤解を解くべく新聞記事を作成した（しかし、実際はからかっていた模様）。
ダリス・ザックレー
教頭。ナイルが浮気の疑惑をかけられた際、イルゼとハンネス、ピクシスによる誤解を解くべく新聞記事を作成した（しかし、実際はからかっていた模様）。
フーゴ
原作同様、ハンネスとは雑談をする仲である。エルヴィンが主任になって以降、保護者の評判が良くなった旨のことをハンネスと談笑していた。
フリーダ・レイス
声 - 日笠陽子
採用試験受かりたての新任教師。赴任したその日の朝、3組の担任教師が急に腹痛で倒れたので急遽3組を受け持つことになった。
明るく人当たりのいい美人であるため、生徒達からは慕われている。
実はクリスタの異母姉で妹と再会するため教師になり、学校関係者に権力者である父親の名前を出して「偶然」妹の通う学校に赴任した。ただし、父親からは「姉だとバレたら権力で別の学校に移動させる」と言われているため、姉であることは明かせないでいる。離れ離れになっていた反動からか、妹を溺愛するあまりしばしば暴走し、顔からあらゆる体液（涙、鼻血、涎など）を垂れ流すことも多い。
アニメでは第8話の肝試しの時に学校の幽霊として登場し、鏡の中からエレンを驚かせたり、ユミルやサシャとはぐれて泣いていたクリスタを慰めたりしている。

### 巨人
超大型巨人
進撃中学校の入学式の際、ウォール・マリア外からその姿を見せた同校の校長。エレンが巨人に憎悪を抱くきっかけとなった元凶である。
ソニー&ビーン
原作と同じくハンジの実験材料として飼われている2人の巨人。
巨人達
進撃中学校で人間と共に教育を受ける人間とは異なる種族として登場。かなり高度な授業を受けている。エロ本を買ったり、ブルマを盗まれて泣くなどかなり人間臭い一面を持つ。
かなり人間（教師含む）を舐めており、生徒の弁当を強奪するといった嫌がらせを行っている。基本的に人間を捕食することはせず、甘噛みするだけである。

## 書誌情報
- 原作：諫山創 / 漫画：中川沙樹『進撃！巨人中学校』 講談社〈講談社コミックスマガジン〉、全11巻
  1. 2013年4月9日初版発行（同日発売[書誌 1]）、ISBN 978-4-06-384841-0
  2. 2013年8月9日初版発行（同日発売[書誌 2]）、ISBN 978-4-06-394903-2
  3. 2013年12月9日初版発行（同日発売[書誌 3]）、ISBN 978-4-06-394979-7
  4. 2014年4月9日初版発行（同日発売[書誌 4]）、ISBN 978-4-06-395046-5
  5. 2014年8月9日初版発行（同日発売[書誌 5]）、ISBN 978-4-06-395143-1
  6. 2014年12月9日初版発行（同日発売[書誌 6]）、ISBN 978-4-06-395254-4
  7. 2015年4月9日初版発行（同日発売[書誌 7]）、ISBN 978-4-06-395359-6
  8. 2015年8月7日初版発行（同日発売[書誌 8]）、ISBN 978-4-06-395445-6
  9. 2015年12月9日初版発行（同日発売[書誌 9]）、ISBN 978-4-06-395550-7
  10. 2016年4月8日初版発行（同日発売[書誌 10]）、ISBN 978-4-06-395637-5
  11. 2016年8月9日初版発行（同日発売[書誌 11]）、ISBN 978-4-06-395721-1
- 進撃！巨人高校～青春！となりのマーレ学園～ 2018年8月9日初版発行（同日発売[書誌 12]）、ISBN 978-4-06-512329-4

## アニメ
2015年にはアニメ化が決定され、同年10月から12月まで毎日放送ほか日本各地で放送された。原典アニメ版を手掛けたWIT STUDIOの親会社であるProduction I.Gがアニメーション制作を担当。アニメのメインキャストは原典アニメ版と同じで、オープニングテーマも同様にLinked Horizonが担当。
Aパートはアニメ本編を放送し、Bパートは出演声優陣（梶裕貴、石川由依、井上麻里奈、橋詰知久）によるロケ企画バラエティ『進撃！トレジャーハント』をメインとしつつ、ミニバラエティコーナー『サシャがひとりで○○○してみた!!』（出演・小林ゆう）も適宜（概ね偶数回）混じえるコンプレックス番組となる。両パートとも、超大型巨人をモデルとしたキャラクター「巨人くん」も出演する。9時間目からはAパートは『サシャがひとりで○○してみた!!』Bパートは本編アニメを放送、13時間目はバラエティコーナーのみ2話分放送された。ただしネット配信版では肖像権の都合上、アニメ本編のみであった。

### スタッフ
アニメパート
- 原作 - 諫山創、中川沙樹（別冊少年マガジン連載/講談社）
- 監督 - 井端義秀
- シリーズ構成 - 後藤みどり
- キャラクターデザイン - 八尋裕子
- 美術設定 - 森岡賢一
- 美術監督 - 荒井和浩
- 色彩設計 - 鈴木麻希子
- 撮影監督 - 高橋哲也
- 編集 - 濱宇津妙子
- 音響監督 - 三間雅文
- 音楽 - 橘麻美
- 音楽制作 - ポニーキャニオン
- 音楽プロデューサー - 松尾晃
- 企画・プロデュース - 笹木孝弘、松下卓也、森下勝司、椎名信一、丸山博雄
- プロデューサー - 木下哲哉、宮井梨江、立石謙介、伊藤洋平、清水紀衣、今井陽介、佐藤克己、前田俊博
- アニメーションプロデューサー - 川口徹
- アニメーション制作 - Production I.G
- 製作 - 「進撃！巨人中学校」製作委員会（ポニーキャニオン、講談社、Production I.G、電通、ポニーキャニオンエンタープライズ、MBS）

実写パート
- ナレーター - キャプテン★ザコ
- 構成 - 栗坂祐輝
- CAM - 蜜谷司、小西賢介
- 音声 - 小出正一、戸田善裕
- 編集 - 森威志
- MA - 松岡洋一
- 美術プロデューサー - 内藤佳奈子
- 音効 - 上島光央
- フードコーディネーター - 佐世あやか
- ディレクター - 小島隆補
- 演出 - 山田和也
- プロデューサー - 碓氷容子
- 技術協力 - オムニバスジャパン、ラビットムーン
- 美術協力 - フジアール、empty
- 制作協力 - Big Face
- 制作著作についてはアニメパートを参照。

### 主題歌
オープニングテーマ「青春は花火のように」
作詞・作曲・編曲 - Revo / 歌 - Linked Horizon
エンディングテーマ「反撃の大地」
作詞 - hotaru / 作曲 - 田中俊亮 / 編曲 - yamazo / 歌 - エレン・イェーガー（梶裕貴）、ジャン・キルシュタイン（谷山紀章）、ミカサ・アッカーマン（石川由依） from attackers
挿入歌「跪け 豚共が」（12時間目）
作詞・作曲 - 宮崎まゆ / 編曲 - あらケン / 歌 - リヴ●イ（神谷浩史） from No Name

### 各話リスト
| 話数     | サブタイトル     | 脚本                | 絵コンテ          | 演出     | 作画監督                      |
| -------- | ---------------- | ------------------- | ----------------- | -------- | ----------------------------- |
| 1時間目  | 入学！巨人中学校 | 後藤みどり 井端義秀 | 井端義秀          | 井端義秀 | 長谷川和世、幸田直子          |
| 2時間目  | 追跡！巨人中学校 | 後藤みどり          | 森大貴            | 森大貴   | 長谷川和世、幸田直子          |
| 3時間目  | 闘球！巨人中学校 | 福留俊              | 大塚隆史          | 井端義秀 | 橋本航平                      |
| 4時間目  | 清掃！巨人中学校 | 後藤みどり          | 森大貴            | 川越崇弘 | 長谷川和世、幸田直子          |
| 5時間目  | 猛勉！巨人中学校 | 福留俊              | 大塚隆史          | 三浦和也 | 櫻井司、能海知佳              |
| 6時間目  | 恋文！巨人中学校 | 福留俊              | 大塚隆史          | 峯沢琢也 | 橋本航平                      |
| 7時間目  | 対決！巨人中学校 | 後藤みどり          | 森大貴            | 三浦和也 | 櫻井司、能海知佳              |
| 8時間目  | 怪談！巨人中学校 | 後藤みどり          | 大塚隆史          | 新留俊哉 | 大久保徹                      |
| 9時間目  | 甘夏！巨人中学校 | 福留俊              | 井端義秀          | 川越崇弘 | 長谷川和世、幸田直子 松本美乃 |
| 10時間目 | 推薦！巨人中学校 | 福留俊 後藤みどり   | 井端義秀 峯沢琢也 | 井端義秀 | 橋本航平                      |
| 11時間目 | 快晴！巨人中学校 | 後藤みどり          | 三浦和也          | 三浦和也 | 櫻井司、能海知佳              |
| 12時間目 | 進撃！巨人中学校 | 井端義秀 後藤みどり | 井端義秀          | 井端義秀 | 大久保徹、長谷川和世 幸田直子 |

### 放送局
| 放送期間                  | 放送時間                     | 放送局   | 対象地域   | 備考                                     |
| ------------------------- | ---------------------------- | -------- | ---------- | ---------------------------------------- |
| 2015年10月4日 - 12月27日  | 日曜 1:58 - 2:28（土曜深夜） | 毎日放送 | 近畿広域圏 | 製作委員会参加 / 『アニメシャワー』第1部 |
|                           | 日曜 23:30 - 月曜 0:00       | TOKYO MX | 東京都     |                                          |
| 2015年10月5日 - 12月21日  | 月曜 1:50 - 2:20（日曜深夜） | 熊本放送 | 熊本県     | 「中学校」作者の出身地                   |
| 2015年10月6日 - 12月22日  | 火曜 1:00 - 1:30（月曜深夜） | BS11     | 日本全域   | BS放送 / 『ANIME+』枠                    |
| 2015年10月14日 - 12月30日 | 水曜 2:16 - 2:46（火曜深夜） | 静岡放送 | 静岡県     |                                          |
| 2020年1月8日 - 3月25日    | 水曜 23:30 - 木曜 0:00       | BS日テレ | 日本全域   | BS放送 / 『アニメにむちゅ〜』枠          |

| 配信期間                 | 配信時間                     | 配信サイト         | 備考                                          |
| ------------------------ | ---------------------------- | ------------------ | --------------------------------------------- |
| 2015年10月6日 - 12月22日 | 火曜 1:30（月曜深夜） 更新   | GYAO!              | 第1話無料、第2話以降1週間無料                 |
|                          | 火曜 1:30 - 1:50（月曜深夜） | ニコニコ生放送     |                                               |
|                          | 火曜 1:50（月曜深夜） 更新   | ニコニコチャンネル | 第1話無料、第2話以降1週間無料                 |
|                          | 火曜 12:00 更新              | バンダイチャンネル | 第1話無料、第2話以降有料 有料会員は全話見放題 |
| 特に記載なし             | 不明                         | hulu               | 会員は全話見放題                              |

## Webラジオ
『進撃！巨人中学校 ほうかごらじお』のタイトルで、2015年10月12日から2016年3月21日まで音泉にて配信された。隔週月曜日更新、全11回。番組は、Aパート「進撃！巨人中学校 ほうかごらじお 〜ATTACK ON AIR〜」とBパート「DJベルトルトの進撃Radio Show」の2部構成。Aパートのパーソナリティはアニメ出演声優が週替わりで担当。Bパートのパーソナリティは橋詰知久。
第5回、第9回は特別編成となり、第5回は全編Bパートに統合されベルトルト達3人組の声優陣が進行、第9回は全編Aパートに統合の上で神谷浩史と橋詰により進行された。
パーソナリティ（Aパート）
第1回 - 梶裕貴、石川由依
第2回 - 石川由依、井上麻里奈
第3回 - 三上枝織、藤田咲
第4回 - 下野紘、小林ゆう
第6回 - 谷山紀章、川田紳司 
第7回 - 梶裕貴、石川由依
第8回 - 井上麻里奈、朴璐美
第9回 - 神谷浩史、橋詰知久
第10回 - 石川由依、逢坂良太
第11回 - 梶裕貴
ゲスト（Bパート）
第5回 - 嶋村侑、細谷佳正

## BD / DVD
| 巻 | 発売日        | 収録話         | 規格品番   | 規格品番   |
| 巻 | 発売日        | 収録話         | BD         | DVD        |
| -- | ------------- | -------------- | ---------- | ---------- |
| 1  | 2016年1月20日 | 第1話 - 第4話  | PCXG-50531 | PCBG-52881 |
| 2  | 2016年2月17日 | 第5話 - 第8話  | PCXG-50532 | PCBG-52882 |
| 3  | 2016年3月16日 | 第9話 - 第12話 | PCXG-50533 | PCBG-52883 |

## CD

### キャラクターソング
TVアニメ「進撃！巨人中学校」キャラクターソング
いずれもキャラクターソングの他にオリジナルドラマを併録している。
1. 反撃の大地（2015年11月18日、PCCG-70280）
2. 跪け 豚共が（2015年12月16日、PCCG-70287）
3. Clarity（2016年1月20日、PCCG-70288）
4. メモリアルアルバム 進撃祭（2016年2月17日、PCCG-1509）

### ラジオCD
ラジオCD「進撃！巨人中学校 ほうかごらじお」
第1回 - 11回&新規録り下ろし（新規録りおろしパーソナリティ：梶裕貴&橋詰知久）（2017年11月15日、PCCG-90164）